# Matěj Helešic
Matěj Helešic (12 novembre 1996) è un calciatore ceco, difensore dell'Opava in prestito dal Pardubice.

## Carriera

### Nazionale
Con la nazionale Under-21 ceca ha preso parte a 4 incontri di qualificazione al campionato europeo di categoria del 2019.

## Statistiche

### Presenze e reti nei club
Statistiche aggiornate al 5 settembre 2018.
| Stagione        | Squadra            | Campionato      | Campionato | Campionato | Coppe nazionali | Coppe nazionali | Coppe nazionali | Coppe continentali | Coppe continentali | Coppe continentali | Altre coppe | Altre coppe | Altre coppe | Totale | Totale | Totale |
| Stagione        | Squadra            | Comp            | Pres       | Reti       | Comp            | Pres            | Reti            | Comp               | Pres               | Reti               | Comp        | Pres        | Reti        | Pres   | Reti   |        |
| --------------- | ------------------ | --------------- | ---------- | ---------- | --------------- | --------------- | --------------- | ------------------ | ------------------ | ------------------ | ----------- | ----------- | ----------- | ------ | ------ | ------ |
| 2014-2015       | Baník Ostrava      | 1L              | 5          | 0          | CRC             | 0               | 0               |                    | -                  | -                  |             | -           | -           | 5      | 0      |        |
| 2015-2016       | Baník Ostrava      | 1L              | 6          | 0          | CRC             | 0               | 0               |                    | -                  | -                  |             | -           | -           | 6      | 0      |        |
| 2016-2017       | Baník Ostrava      | FNL             | 20         | 0          | CRC             | 0               | 0               |                    | -                  | -                  |             | -           | -           | 20     | 0      |        |
| 2017-2018       | Dyn. Č. Budějovice | FNL             | 4          | 0          | CRC             | 0               | 0               |                    | -                  | -                  |             | -           | -           | 4      | 0      |        |
| 2018-2019       | Dyn. Č. Budějovice | FNL             | 7          | 0          | CRC             | 0               | 0               |                    | -                  | -                  |             | -           | -           | 7      | 0      |        |
| Totale carriera | Totale carriera    | Totale carriera | 42         | 0          |                 | 0               | 0               |                    | -                  | -                  |             | -           | -           | 42     | 0      |        |